# 호세 비센테 산체스
호세 비센테 산체스 펠리프(스페인어: José Vicente Sánchez Felip, 1956년 10월 8일, 카탈루냐 지방 바르셀로나 ~)는 텐테(스페인어: Tente)라는 별칭으로도 알려진 스페인의 전 축구 선수로, 현역 시절 미드필더로 활동하였다.

## 클럽 경력
산체스는 카탈루냐 지방 바르셀로나 출신으로, 인근의 바르셀로나 1군에 이른 나이 합류하였는데, 2군 소속으로 등록되었던 1975-76 시즌에도 4경기에 출전해 1골을 넣었다. 그 때를 기점으로, 붙박이 주전 지위를 확보하지는 못했지만, 자주 출전 기회를 잡았고, 바르셀로나가 코파 델 레이를 3번, UEFA 컵위너스컵을 2번 우승하고, 이 중 뒤셀도르프와 치른 후자의 대회 첫 결승전에서 선제골을 기록해 4-3 승리에 일조하였다.
산체스는 이후 바르사가 1985-86 시즌에 또다시 유럽대항전 결승전에 오르는데 도왔지만, 세비야의 산체스 피스후안에서 열린 스테아우아 부쿠레슈티와의 결승전에서 승부차기 끝에 패하였다. 첫 리그 우승을 거둔 시즌에 라 리가 13경기 출전했지만, 그는 이후에 후보 선수로 밀려났고, 바르셀로나에서의 막판 2시즌에 22경기 출전하는데 그쳤다. 1986년 여름, 그는 바르셀로나를 떠나 같은 리그에 속해 있는 무르시아로 이적해 2시즌 동안 인상적인 시즌을 보냈다.
산체스는 1990년에 또다른 카탈루냐 구단인 세군다 디비시온의 사바델에서 은퇴하였다. 같은 시기, 그는 선수 요원도 겸하기도 했다.

## 국가대표팀 경력
산체스는 스페인 국가대표팀 일원으로 약 5년에 달하는 기간 동안 14경기 출전했는데, 첫 경기는 1978년 10월 4일, 2-1로 이긴 유고슬라비아와의 UEFA 유로 1980 예선전 경기로, 경기 막판 5분을 남겨놓고 레알 마드리드의 후아니토와 교체되어 들어갔다.
이후, 그는 1982년 FIFA 월드컵에 스페인의 선수단 일원으로 참가했는데, 4경기에 출전하였고, 스페인은 2차 조별 리그에서 떨어졌다.

## 수상
바르셀로나
- 라 리가: 1984–85
- 코파 델 레이: 1977–78, 1980–81, 1982–83
- 수페르코파 데 에스파냐: 1983
- 코파 데 라 리가: 1983, 1986
- UEFA 컵위너스컵: 1978–79, 1981–82
- 유러피언컵 준우승: 1985–86